# Championnat du Chili de football 1981
Navigation
Saison précédente Saison suivante
La saison 1981 du Championnat du Chili de football est la quarante-neuvième édition du championnat de première division au Chili. Les seize meilleurs clubs du pays sont regroupés au sein d'une poule unique où elles s'affrontent deux fois, à domicile et à l'extérieur. En fin de saison, les quatre derniers du classement sont relégués et remplacés par les quatre meilleurs clubs de Segunda Division, la deuxième division chilienne tandis que les 11e et 12e disputent un barrage de promotion-relégation face aux 5e et 6e de D2. 
C'est le club de Colo Colo qui remporte le championnat cette saison après avoir terminé en tête du classement final, avec deux points d'avance sur le tenant du titre, le Club de Deportes Cobreloa et huit sur le CF Universidad de Chile. C'est le treizième titre de champion du Chili de l'histoire du club, qui réussit même le doublé en s'imposant en finale de la Copa Chile face à Audax Italiano.

## Les clubs participants
| - Colo Colo - CD Universidad Católica - CF Universidad de Chile - Unión Española - Club de Deportes Iquique - Deportes Naval de Talcahuano - Club de Deportes Cobreloa - Deportes La Serena - Promu de Segunda Division | - Deportivo Ñublense - Promu de Segunda Division - Club Deportivo O'Higgins - CD San Luis de Quillota - Promu de Segunda Division - Club Deportes Concepción - Club Deportivo Palestino - Deportes Magallanes - CD Everton de Viña del Mar - Audax Italiano |

## Compétition
Le barème utilisé pour établir le classement est le suivant :
- Victoire : 2 points
- Match nul : 1 point
- Défaite : 0 point

### Classement
| Rang | Équipe                        | Pts | J  | G  | N  | P  | Bp | Bc | Diff |
| ---- | ----------------------------- | --- | -- | -- | -- | -- | -- | -- | ---- |
| 1    | Colo-Colo C +2                | 48  | 30 | 19 | 8  | 3  | 63 | 22 | +41  |
| 2    | Club de Deportes Cobreloa T   | 46  | 30 | 20 | 6  | 4  | 53 | 21 | +32  |
| 3    | CF Universidad de Chile       | 40  | 30 | 16 | 8  | 6  | 50 | 34 | +16  |
| 4    | Unión Española +1             | 35  | 30 | 12 | 10 | 8  | 44 | 32 | +12  |
| 5    | Deportes Naval de Talcahuano  | 33  | 30 | 11 | 11 | 8  | 46 | 34 | +12  |
| 6    | Deportes Magallanes           | 32  | 30 | 12 | 8  | 10 | 45 | 39 | +6   |
| 7    | Audax Italiano +1             | 31  | 30 | 10 | 10 | 10 | 42 | 40 | +2   |
| 8    | CD Universidad Católica       | 30  | 30 | 11 | 8  | 11 | 41 | 33 | +8   |
| 9    | Deportes La Serena P          | 29  | 30 | 10 | 9  | 11 | 40 | 49 | -9   |
| 10   | Club Deportivo O'Higgins      | 27  | 30 | 9  | 9  | 12 | 40 | 44 | -4   |
| 11   | Club Deportivo Palestino      | 26  | 30 | 7  | 12 | 11 | 32 | 36 | -4   |
| 12   | Deportes Iquique              | 26  | 30 | 9  | 8  | 13 | 43 | 53 | -10  |
| 13   | CD San Luis de Quillota P     | 25  | 30 | 8  | 9  | 13 | 38 | 50 | -12  |
| 14   | Club Deportes Concepción      | 24  | 30 | 7  | 10 | 13 | 33 | 46 | -13  |
| 15   | CD Everton de Viña del Mar +1 | 23  | 30 | 5  | 12 | 13 | 36 | 60 | -24  |
| 16   | Deportivo Ñublense P          | 10  | 30 | 2  | 6  | 22 | 17 | 70 | -53  |

|  | Qualification pour la Copa Libertadores 1982                                     |
|  | Qualification pour la Liguilla pré-Libertadores                                  |
|  | Participation au barrage de promotion-relégation                                 |
|  | Relégation directe en Segunda Division                                           |
|  | T : Tenant du titre C : Vainqueur de la Copa Chile P : Promu de Segunda Division |

- Les résultats obtenus en Copa Chile donnent un bonus pris en compte dans le classement final : le vainqueur obtient deux points de bonification, les trois demi-finalistes ont un point.

### Liguilla pré-Libertadores
| Rang | Équipe                       | Pts | J | G | N | P | Bp | Bc | Diff |  | Résultats (▼ dom., ► ext.)   | Cobr | Univ | Nava | Unió |
| ---- | ---------------------------- | --- | - | - | - | - | -- | -- | ---- |  | ---------------------------- | ---- | ---- | ---- | ---- |
| 1    | Club de Deportes Cobreloa    | 5   | 3 | 2 | 1 | 0 | 7  | 5  | +2   |  | Club de Deportes Cobreloa    |      |      | 2-1  |      |
| 2    | CF Universidad de Chile      | 4   | 3 | 2 | 0 | 1 | 4  | 3  | +1   |  | CF Universidad de Chile      | 1-2  |      | 1-0  |      |
| 3    | Deportes Naval de Talcahuano | 2   | 3 | 1 | 0 | 2 | 2  | 3  | -1   |  | Deportes Naval de Talcahuano |      |      |      |      |
| 4    | Unión Española               | 1   | 3 | 0 | 1 | 2 | 4  | 6  | -2   |  | Unión Española               | 3-3  | 1-2  | 0-1  |      |

|  | Qualification pour la Copa Libertadores 1982 |

### Barrage de promotion-relégation
- Les clubs classés 11e et 12e de Primera Division retrouvent les 5e et 6e de Segunda Division en poule de promotion-relégation. Les deux premiers du classement accèdent ou se maintiennent en première division.

| Rang | Équipe                            | Pts | J | G | N | P | Bp | Bc | Diff |  | Résultats (▼ dom., ► ext.)        | Pale | Iqui | Anto | Coqu |
| ---- | --------------------------------- | --- | - | - | - | - | -- | -- | ---- |  | --------------------------------- | ---- | ---- | ---- | ---- |
| 1    | Club Deportivo Palestino          | 5   | 3 | 2 | 1 | 0 | 4  | 2  | +2   |  | Club Deportivo Palestino          |      | 1-1  | 2-1  | 1-0  |
| 2    | Club de Deportes Iquique          | 4   | 3 | 1 | 2 | 0 | 7  | 6  | +1   |  | Club de Deportes Iquique          |      |      |      | 4-3  |
| 3    | Club de Deportes Antofagasta (D2) | 2   | 3 | 0 | 2 | 1 | 4  | 5  | -1   |  | Club de Deportes Antofagasta (D2) |      | 2-2  |      | 1-1  |
| 4    | CD Coquimbo Unido (D2)            | 1   | 3 | 0 | 1 | 2 | 4  | 6  | -2   |  | CD Coquimbo Unido (D2)            |      |      |      |      |

|  | Maintien en Primera Division |

## Bilan de la saison
| Championnat du Chili de football 1981 |                                                                                                |
| Champion                              | Colo Colo (13e titre)                                                                          |
| Coupes et trophées                    |                                                                                                |
| Vainqueur de la Coupe du Chili 1981   | Colo Colo                                                                                      |
| Qualifications continentales          |                                                                                                |
| Copa Libertadores 1982                | Colo Colo                                                                                      |
| Copa Libertadores 1982                | Club de Deportes Cobreloa                                                                      |
| Promotions et relégations             |                                                                                                |
| Promus en Primera División            | CD San Marcos de Arica CD Santiago Morning CSD Rangers Regional Atacama                        |
| Relégués en Segunda División          | CD San Luis de Quillota Club Deportes Concepción CD Everton de Viña del Mar Deportivo Ñublense |